# Hermann Oetting
Hermann Oetting (* 27. März 1937 in Gladbeck) ist ein deutscher Ingenieur und Politiker (SPD).

## Leben und Beruf
Oetting wurde als Sohn eines Pastors geboren. Nach dem Abitur am Gymnasium in Dorsten absolvierte er zunächst Praktika in Bad Oeynhausen und Athen. 1956 nahm er ein Maschinenbaustudium an der Technischen Hochschule Braunschweig auf, das er 1963 mit der Prüfung zum Diplom-Ingenieur beendete. Von 1963 bis 1969 war er wissenschaftlicher Mitarbeiter und Assistent am Institut für Kolbenmaschinen an der TU Braunschweig, ehe er 1968 zum Dr.-Ing. promovierte. 1969 nahm er eine Tätigkeit als Angestellter bei der Volkswagen AG in Wolfsburg auf. Hier befasste er sich mit dem Bereich der Entwicklung und Forschung. Später wurde er Leiter der Unterabteilung Verbrennungstechnik des Volkswagenwerkes.

## Partei
Oetting ist seit 1960 Mitglied der SPD. Er wurde 1970 zum Vorsitzenden des SPD-Kreisverbandes Braunschweig-Stadt gewählt und war später stellvertretender Vorsitzender des dortigen SPD-Bezirkes.

## Abgeordneter
Oetting war von 1968 bis 1971 Ratsmitglied der Stadt Braunschweig. Dem Deutschen Bundestag gehörte er vom 19. Oktober 1971, als er für den verstorbenen Abgeordneten Rudi Lotze nachrückte, bis 1976 an. Er zog zunächst über die Landesliste Niedersachsen ins Parlament ein und vertrat von 1972 bis 1976 den Wahlkreis Braunschweig.